# Tarchia
Tarchia kielanae és una espècie de dinosaure ancilosàurid que va viure al Cretaci superior en el que actualment és Mongòlia. És l'ancilosàurid de l'Àsia conegut més jove geològicament i està representat per cinc o més espècimens, incloent dos cranis complets i un esquelet postcranial quasi complet. Va ser descobert a la formació de Barun Goyot de Mongòlia del Cretaci superior (possiblement Campanià-Maastrichtià).
Dyoplosaurus giganteus va ser antigament sinonímia amb Tarchia kielanae, però una revisió dels últims 2014 anquilosáuridos Cretaci des de Mongòlia va semblar ser un nomen dubium, fent necessari el restabliment de kielanae com l'epítet de l'espècie tipus del Tarchia.